# Козлова (Иркутская область)
Козлова — деревня в Черемховском районе Иркутской области России. Входит в состав Булайского муниципального образования. Находится примерно в 16 км к юго-западу от районного центра.

## Население
| 2002 | 2010 | 2011 | 2012 |
| ---- | ---- | ---- | ---- |
| 245  | ↗257 | ↘256 | ↘251 |